# 13.º batallón de infantería ligera Shavnadaba
El 13.º batallón de infantería ligera Shavnadaba (en georgiano: "შავნაბადა"-ს მსუბუქი ქვეითი ბატალიონი) también es conocido como "13.º batallón de infantería ligera" (anteriormente 113.º de infantería mecanizada), es una unidad militar de las Fuerzas Armadas de Georgia, denominada "Shavnabada" por la capa que utilizaban los guerreros medievales. La más famosa capa fue usada por el patrón de Georgia, San Jorge, que, de acuerdo con la leyenda, hizo una aparición liderando al ejército georgiano a la victoria. El escudo del batallón incluye la palabra "Shavnabada" en georgiano, el símbolo del batallón, un grifo y el número "13".
El batallón de infantería ligera "Shavnabada" fue fundado después de la independencia de Georgia de la Unión Soviética en 1991. Combatió en Abjasia en la Guerra de Abjasia de 1991-1992, llevando a cabo un asalto anfibio contra Gagra desde el Mar Negro. En 2003, el batallón recibió el Programa de Entrenamiento y Equipamiento de Georgia por parte del Cuerpo de marina de los Estados Unidos.
Más del 90% de los soldados combatieron desde el año 2005 en la Guerra de Irak encuadrados en la 3.ª División de Infantería de los Estados Unidos en la Zona Verde de Bagdad. Muchos son veteranos de la lucha contra la guerrilla de la región de Osetia del Sur durante los enfrentamientos en octubre de 2004.